# オスロ市庁舎
オスロ市庁舎（オスロしちょうしゃ）は、ノルウェーの首都オスロにある建造物。市議会と行政部、その他アートスタジオやギャラリーも収容する建物である。市庁舎の建設は1931年に開始されたが、第二次世界大戦の発生と共に工事は一時中断され、その後再開された工事は1950年に落成を迎えた。建物はその特徴的な建築・絵画と、毎年12月10日にノーベル平和賞授与式が行われることで、オスロでも著名な建造物の一つとなっている。市庁舎はノルウェーの建築家、アーンスタイン・アーネバーグとマグナス・ポールソンによってデザインされた。
オスロ市庁舎は、オスロの中心部にあるピーペル湾 (Pipervika) に位置している。この地域一帯は1920年代後半、新しい市庁舎の部屋を建造するために、完全に改装・再建が行われた場所である。
2005年6月に投票が行われ、30.4パーセントの得票数により市庁舎は、オスロの「世紀の建築」と名付けられた。

## 逸話
1998年8月17日の午前6時、とある人物が市庁舎の上部にそびえたつ2つの塔の間を、単式エンジンの小型飛行機で潜り抜けた逸話がある。2つの塔の間はおよそ25メートルの間隔である。1945年に第二次世界大戦の終結を祝して、同様の行為を行った飛行機のパイロットがいたという話があり、この危険な曲芸も1945年のパイロットの話に感化されて行なわれたのではないかと言われている 。